# Eleições autárquicas portuguesas de 2005 no distrito de Setúbal
| Eleições autárquicas portuguesas de 2005 Distritos: Aveiro \| Beja \| Braga \| Bragança \| Castelo Branco \| Coimbra \| Évora \| Faro \| Guarda \| Leiria \| Lisboa \| Portalegre \| Porto \| Santarém \| Setúbal \| Viana do Castelo \| Vila Real \| Viseu \| Açores \| Madeira |

## Resultados por Concelho
Os resultados nos Concelhos do Distrito de Setúbal foram os seguintes:

### Alcácer do Sal
| Partido                 | Partido                         | Votos  | %               | +/-   | Vereadores | +/-     |
| ----------------------- | ------------------------------- | ------ | --------------- | ----- | ---------- | ------- |
|                         | Partido Socialista              | 3 472  | 46,49 / 100,00  | 18,63 | 4 / 7      | 2       |
|                         | Coligação Democrática Unitária  | 2 604  | 34,87 / 100,00  | 21,77 | 3 / 7      | 2       |
|                         | Partido Social Democrata        | 736    | 9,86 / 100,00   | 0,39  | 0 / 7      | Estável |
|                         | Movimento de Cidadão de Alcácer | 185    | 2,48 / 100,00   | Novo  | 0 / 7      | Novo    |
|                         | Bloco de Esquerda               | 175    | 2,34 / 100,00   | -     | 0 / 7      | -       |
|                         | Partido Popular                 | 43     | 0,58 / 100,00   | -     | 0 / 7      | -       |
| Votos Inválidos         | Votos Inválidos                 | 253    | 3,39 / 100,00   | 1,86  |            |         |
| Total                   | Total                           | 7 468  | 100,00 / 100,00 |       | 7 / 7      |         |
| Eleitorado/Participação | Eleitorado/Participação         | 12 213 | 61,15 / 100,00  | 6,89  |            |         |

### Alcochete
| Partido                 | Partido                        | Votos  | %               | +/-   | Vereadores | +/-     |
| ----------------------- | ------------------------------ | ------ | --------------- | ----- | ---------- | ------- |
|                         | Coligação Democrática Unitária | 3 136  | 46,25 / 100,00  | 8,90  | 4 / 7      | 1       |
|                         | Partido Socialista             | 2 352  | 34,69 / 100,00  | 12,65 | 3 / 7      | 1       |
|                         | Partido Social Democrata       | 709    | 10,46 / 100,00  | -     | 0 / 7      | -       |
|                         | Bloco de Esquerda              | 167    | 2,46 / 100,00   | 0,86  | 0 / 7      | Estável |
|                         | Partido Popular                | 143    | 2,11 / 100,00   | -     | 0 / 7      | -       |
| Votos Inválidos         | Votos Inválidos                | 273    | 4,02 / 100,00   | 0,47  |            |         |
| Total                   | Total                          | 6 780  | 100,00 / 100,00 |       | 7 / 7      |         |
| Eleitorado/Participação | Eleitorado/Participação        | 11 066 | 61,27 / 100,00  | 0,96  |            |         |

### Almada
| Partido                 | Partido                        | Votos   | %               | +/-  | Vereadores | +/-     |
| ----------------------- | ------------------------------ | ------- | --------------- | ---- | ---------- | ------- |
|                         | Coligação Democrática Unitária | 28 799  | 42,32 / 100,00  | 0,91 | 6 / 11     | Estável |
|                         | Partido Socialista             | 17 437  | 25,63 / 100,00  | 1,42 | 3 / 11     | Estável |
|                         | Partido Social Democrata       | 11 959  | 17,58 / 100,00  | 0,15 | 2 / 11     | Estável |
|                         | Bloco de Esquerda              | 4 785   | 7,03 / 100,00   | 4,21 | 0 / 11     | Estável |
|                         | PCTP/MRPP                      | 948     | 1,39 / 100,00   | 0,84 | 0 / 11     | Estável |
|                         | Partido Popular Monárquico     | 340     | 0,50 / 100,00   | -    | 0 / 11     | -       |
| Votos Inválidos         | Votos Inválidos                | 3 775   | 5,55 / 100,00   | 0,81 |            |         |
| Total                   | Total                          | 68 043  | 100,00 / 100,00 |      | 11 / 11    |         |
| Eleitorado/Participação | Eleitorado/Participação        | 141 360 | 48,13 / 100,00  | 1,32 |            |         |

### Barreiro
| Partido                 | Partido                        | Votos  | %               | +/-  | Vereadores | +/-     |
| ----------------------- | ------------------------------ | ------ | --------------- | ---- | ---------- | ------- |
|                         | Coligação Democrática Unitária | 15 995 | 41,53 / 100,00  | 1,26 | 4 / 9      | Estável |
|                         | Partido Socialista             | 13 271 | 34,46 / 100,00  | 6,81 | 4 / 9      | Estável |
|                         | Partido Social Democrata       | 4 342  | 11,27 / 100,00  | 0,83 | 1 / 9      | Estável |
|                         | Bloco de Esquerda              | 2 463  | 6,40 / 100,00   | 4,02 | 0 / 9      | Estável |
|                         | PCTP/MRPP                      | 555    | 1,44 / 100,00   | 0,78 | 0 / 9      | Estável |
|                         | Partido Popular                | 280    | 0,73 / 100,00   | -    | 0 / 9      | -       |
| Votos Inválidos         | Votos Inválidos                | 1 605  | 4,16 / 100,00   | 1,02 |            |         |
| Total                   | Total                          | 38 511 | 100,00 / 100,00 |      | 9 / 9      |         |
| Eleitorado/Participação | Eleitorado/Participação        | 71 575 | 53,81 / 100,00  | 0,32 |            |         |

### Grândola
| Partido                 | Partido                        | Votos  | %               | +/-  | Vereadores | +/-     |
| ----------------------- | ------------------------------ | ------ | --------------- | ---- | ---------- | ------- |
|                         | Partido Socialista             | 4 314  | 49,61 / 100,00  | 5,66 | 4 / 7      | Estável |
|                         | Coligação Democrática Unitária | 3 310  | 38,06 / 100,00  | 4,19 | 3 / 7      | Estável |
|                         | Partido Social Democrata       | 602    | 6,92 / 100,00   | 2,66 | 0 / 7      | Estável |
|                         | Bloco de Esquerda              | 174    | 2,00 / 100,00   | 0,81 | 0 / 7      | Estável |
|                         | Partido Popular                | 44     | 0,51 / 100,00   | -    | 0 / 7      | -       |
| Votos Inválidos         | Votos Inválidos                | 252    | 2,90 / 100,00   | 0,12 |            |         |
| Total                   | Total                          | 8 696  | 100,00 / 100,00 |      | 7 / 7      |         |
| Eleitorado/Participação | Eleitorado/Participação        | 12 737 | 68,27 / 100,00  | 0,82 |            |         |

### Moita
| Partido                 | Partido                        | Votos  | %               | +/-  | Vereadores | +/-     |
| ----------------------- | ------------------------------ | ------ | --------------- | ---- | ---------- | ------- |
|                         | Coligação Democrática Unitária | 13 930 | 49,79 / 100,00  | 8,39 | 5 / 9      | Estável |
|                         | Partido Socialista             | 7 322  | 26,17 / 100,00  | 6,36 | 2 / 9      | 1       |
|                         | PSD-CDS                        | 2 551  | 9,12 / 100,00   | -    | 1 / 9      | -       |
|                         | Bloco de Esquerda              | 2 471  | 8,83 / 100,00   | 5,48 | 1 / 9      | 1       |
|                         | PCTP/MRPP                      | 573    | 2,05 / 100,00   | 1,82 | 0 / 9      | Estável |
| Votos Inválidos         | Votos Inválidos                | 1 128  | 4,03 / 100,00   | 0,71 |            |         |
| Total                   | Total                          | 27 975 | 100,00 / 100,00 |      | 9 / 9      |         |
| Eleitorado/Participação | Eleitorado/Participação        | 56 492 | 49,52 / 100,00  | 3,58 |            |         |

### Montijo
| Partido                 | Partido                        | Votos  | %               | +/-   | Vereadores | +/-     |
| ----------------------- | ------------------------------ | ------ | --------------- | ----- | ---------- | ------- |
|                         | Partido Socialista             | 6 984  | 42,15 / 100,00  | 11,23 | 4 / 7      | 1       |
|                         | Partido Social Democrata       | 4 266  | 25,75 / 100,00  | 7,60  | 2 / 7      | 1       |
|                         | Coligação Democrática Unitária | 3 295  | 19,89 / 100,00  | 0,75  | 1 / 7      | Estável |
|                         | Bloco de Esquerda              | 707    | 4,27 / 100,00   | 3,00  | 0 / 7      | Estável |
|                         | Partido Popular                | 249    | 1,50 / 100,00   | 1,37  | 0 / 7      | Estável |
|                         | PCTP/MRPP                      | 175    | 1,06 / 100,00   | 0,56  | 0 / 7      | Estável |
| Votos Inválidos         | Votos Inválidos                | 893    | 5,39 / 100,00   | 1,81  |            |         |
| Total                   | Total                          | 16 569 | 100,00 / 100,00 |       | 7 / 7      |         |
| Eleitorado/Participação | Eleitorado/Participação        | 35 201 | 47,07 / 100,00  | 3,57  |            |         |

### Palmela
| Partido                 | Partido                        | Votos  | %               | +/-   | Vereadores | +/-     |
| ----------------------- | ------------------------------ | ------ | --------------- | ----- | ---------- | ------- |
|                         | Coligação Democrática Unitária | 10 205 | 50,39 / 100,00  | 4,91  | 4 / 7      | Estável |
|                         | Partido Socialista             | 4 225  | 20,86 / 100,00  | 12,59 | 2 / 7      | Estável |
|                         | Partido Social Democrata       | 3 516  | 17,36 / 100,00  | 3,26  | 1 / 7      | Estável |
|                         | Bloco de Esquerda              | 976    | 4,82 / 100,00   | 2,22  | 0 / 7      | Estável |
|                         | Partido Popular                | 312    | 1,54 / 100,00   | -     | 0 / 7      | -       |
| Votos Inválidos         | Votos Inválidos                | 1 019  | 5,03 / 100,00   | 0,66  |            |         |
| Total                   | Total                          | 20 253 | 100,00 / 100,00 |       | 7 / 7      |         |
| Eleitorado/Participação | Eleitorado/Participação        | 42 339 | 47,84 / 100,00  | 0,15  |            |         |

### Santiago do Cacém
| Partido                 | Partido                        | Votos  | %               | +/-  | Vereadores | +/-     |
| ----------------------- | ------------------------------ | ------ | --------------- | ---- | ---------- | ------- |
|                         | Coligação Democrática Unitária | 6 630  | 42,94 / 100,00  | 2,87 | 4 / 7      | 1       |
|                         | Partido Socialista             | 4 536  | 29,38 / 100,00  | 6,89 | 2 / 7      | 1       |
|                         | Partido Social Democrata       | 2 732  | 17,69 / 100,00  | 0,38 | 1 / 7      | Estável |
|                         | Bloco de Esquerda              | 633    | 4,10 / 100,00   | -    | 0 / 7      | -       |
|                         | Partido Popular                | 285    | 1,85 / 100,00   | 0,54 | 0 / 7      | Estável |
| Votos Inválidos         | Votos Inválidos                | 625    | 4,05 / 100,00   | 0,09 |            |         |
| Total                   | Total                          | 15 441 | 100,00 / 100,00 |      | 7 / 7      |         |
| Eleitorado/Participação | Eleitorado/Participação        | 26 508 | 58,25 / 100,00  | 1,45 |            |         |

### Seixal
| Partido                 | Partido                        | Votos   | %               | +/-  | Vereadores | +/-     |
| ----------------------- | ------------------------------ | ------- | --------------- | ---- | ---------- | ------- |
|                         | Coligação Democrática Unitária | 24 293  | 44,74 / 100,00  | 2,96 | 6 / 11     | Estável |
|                         | Partido Socialista             | 12 950  | 23,85 / 100,00  | 0,34 | 3 / 11     | Estável |
|                         | Partido Social Democrata       | 8 944   | 16,47 / 100,00  | 2,57 | 2 / 11     | Estável |
|                         | Bloco de Esquerda              | 3 870   | 7,13 / 100,00   | 4,91 | 0 / 11     | Estável |
|                         | Partido Popular                | 968     | 1,78 / 100,00   | 1,45 | 0 / 11     | Estável |
|                         | Partido Popular Monárquico     | 157     | 0,29 / 100,00   | -    | 0 / 11     | -       |
| Votos Inválidos         | Votos Inválidos                | 3 119   | 5,74 / 100,00   | 1,44 |            |         |
| Total                   | Total                          | 54 301  | 100,00 / 100,00 |      | 11 / 11    |         |
| Eleitorado/Participação | Eleitorado/Participação        | 116 478 | 46,62 / 100,00  | 1,22 |            |         |

### Sesimbra
| Partido                 | Partido                        | Votos  | %               | +/-  | Vereadores | +/-     |
| ----------------------- | ------------------------------ | ------ | --------------- | ---- | ---------- | ------- |
|                         | Coligação Democrática Unitária | 5 576  | 33,02 / 100,00  | 4,68 | 3 / 7      | 1       |
|                         | Partido Socialista             | 5 474  | 32,41 / 100,00  | 8,49 | 3 / 7      | Estável |
|                         | PSD-CDS                        | 2 953  | 17,49 / 100,00  | 7,90 | 1 / 7      | 1       |
|                         | Bloco de Esquerda              | 1 785  | 10,57 / 100,00  | -    | 0 / 7      | -       |
| Votos Inválidos         | Votos Inválidos                | 1 100  | 6,52 / 100,00   | 1,15 |            |         |
| Total                   | Total                          | 16 888 | 100,00 / 100,00 |      | 7 / 7      |         |
| Eleitorado/Participação | Eleitorado/Participação        | 33 162 | 50,93 / 100,00  | 1,74 |            |         |

### Setúbal
| Partido                 | Partido                        | Votos  | %               | +/-   | Vereadores | +/-     |
| ----------------------- | ------------------------------ | ------ | --------------- | ----- | ---------- | ------- |
|                         | Coligação Democrática Unitária | 18 655 | 40,39 / 100,00  | 11,90 | 4 / 9      | 2       |
|                         | Partido Social Democrata       | 11 745 | 25,43 / 100,00  | -     | 3 / 9      | -       |
|                         | Partido Socialista             | 9 789  | 21,20 / 100,00  | 1,91  | 2 / 9      | Estável |
|                         | Bloco de Esquerda              | 2 383  | 5,16 / 100,00   | 3,99  | 0 / 9      | Estável |
|                         | PCTP/MRPP                      | 927    | 2,01 / 100,00   | 0,27  | 0 / 9      | Estável |
|                         | Partido Popular                | 693    | 1,50 / 100,00   | -     | 0 / 9      | -       |
| Votos Inválidos         | Votos Inválidos                | 1 993  | 4,32 / 100,00   | 1,59  |            |         |
| Total                   | Total                          | 46 185 | 100,00 / 100,00 |       | 9 / 9      |         |
| Eleitorado/Participação | Eleitorado/Participação        | 94 094 | 49,08 / 100,00  | 5,14  |            |         |

### Sines
| Partido                 | Partido                        | Votos  | %               | +/-   | Vereadores | +/- |
| ----------------------- | ------------------------------ | ------ | --------------- | ----- | ---------- | --- |
|                         | Coligação Democrática Unitária | 3 522  | 54,91 / 100,00  | 6,49  | 5 / 7      | 1   |
|                         | Partido Socialista             | 1 765  | 27,52 / 100,00  | 12,99 | 2 / 7      | 1   |
|                         | Partido Social Democrata       | 631    | 9,84 / 100,00   | -     | 0 / 7      | -   |
|                         | Bloco de Esquerda              | 140    | 2,18 / 100,00   | -     | 0 / 7      | -   |
|                         | Partido Popular                | 78     | 1,22 / 100,00   | -     | 0 / 7      | -   |
| Votos Inválidos         | Votos Inválidos                | 278    | 4,34 / 100,00   | 0,81  |            |     |
| Total                   | Total                          | 6 414  | 100,00 / 100,00 |       | 7 / 7      |     |
| Eleitorado/Participação | Eleitorado/Participação        | 11 126 | 57,65 / 100,00  | 4,03  |            |     |